# Kwahu
Płaskowyż Kwahu – długi na 260 km płaskowyż w południowej Ghanie, wznosi się znacznie wyżej niż płaskowyż Aszanti, osiągając 788 m n.p.m. (góra Akwawa); tworzy zlewisko kraju, rozdzielając dwie główne sieci rzeczne w kraju.